# 亞歷山德里夫卡 (斯洛博然斯凱市鎮)

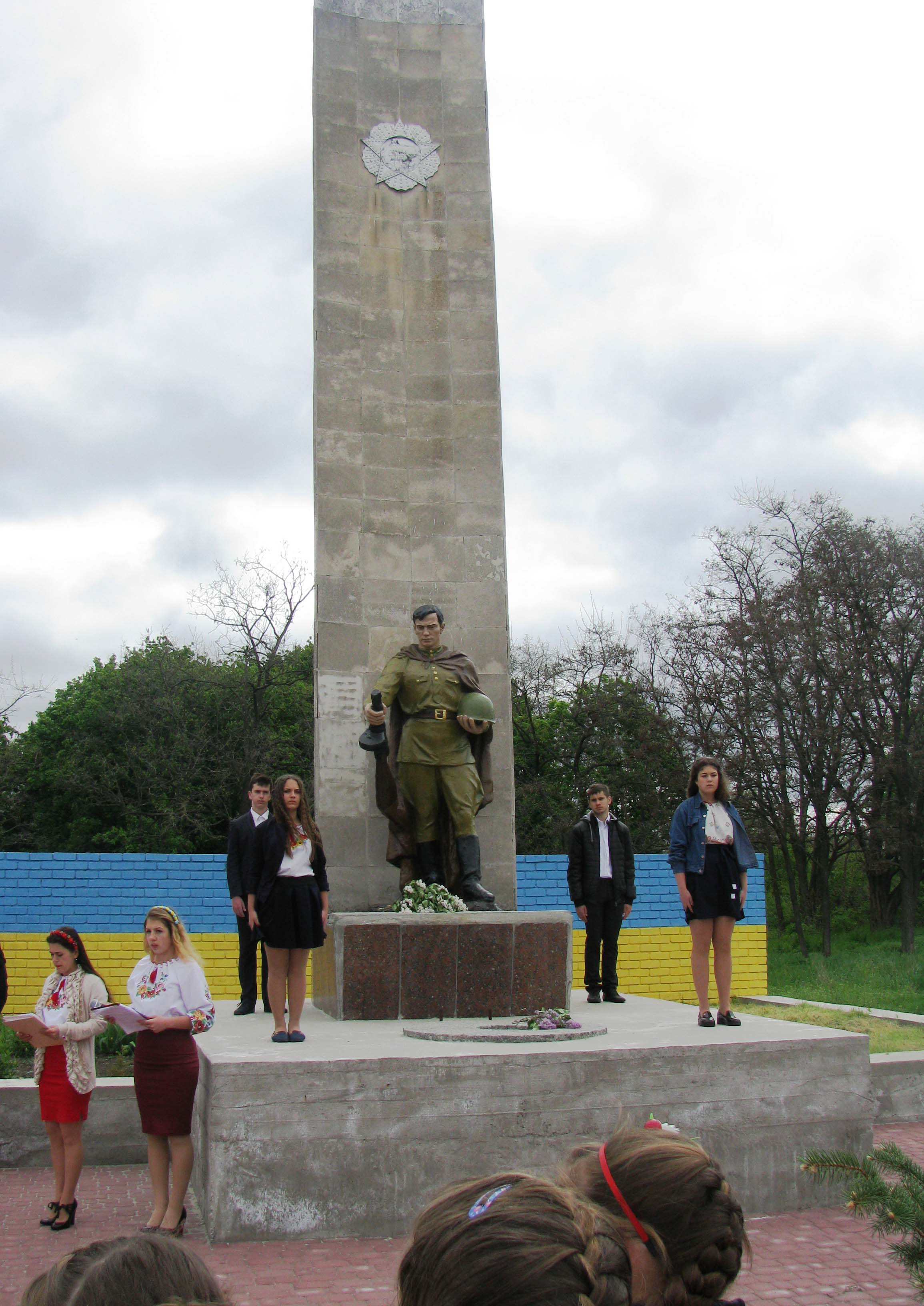
战士纪念碑

亚历山德里夫卡（烏克蘭語：Олександрівка），是烏克蘭中部第聶伯羅彼得羅夫斯克州第聶伯羅區斯洛博然斯凱市鎮内的村落。處於薩馬拉河畔，海拔高度50米，2001年人口2,799。